# Sozialdemokratische Partei Kirgisistans

Logo der Sozialdemokratischen Partei

Die Sozialdemokratische Partei Kirgisistans (Kürzel SDPK; kirgisisch Кыргызстандын социал-демократиялык партиясы, russisch Социал-демократическая партия Кыргызстана) ist eine sozialdemokratische politische Partei in der Kirgisischen Republik.

## Geschichte
Die Partei wurde von den Parteimitgliedern am 1. Oktober 1993 gegründet, jedoch wurde sie erst am 16. Dezember 1994 vom Justizministerium Kirgisistans registriert. Bei der Parlamentswahl in Kirgisistan 1995 wurde die Partei mit 14 Sitzen im kirgisischen Parlament stärkste politische Partei. Der erste Vorsitzende der Partei war Abdygany Erkebajew. Am 30. Juli 1999 wurde er von Almasbek Atambajew abgelöst.
Am 20. Mai 2004 trat die Sozialdemokratische Partei Kirgisistans gemeinsam mit der Partei Ata-Meken und zwei weiteren Oppositionsparteien dem Wahlbündnis Für Faire Wahlen bei, welche in Opposition zum autoritären Regierungsstil des damaligen Präsidenten Askar Akajew stand. Im Oktober des gleichen Jahres bildete die Partei eine Koalition mit der El-Partei im Vorfeld der Parlamentswahl im Februar 2005.
In der Tulpenrevolution nach der Parlamentswahl 2005 hatte die Partei eine bedeutende Rolle gespielt, ebenso war sie an Massendemonstrationen in der kirgisischen Hauptstadt Bischkek im April sowie im November 2006 beteiligt. Die Partei war ab 2007 an der Regierung mit beteiligt, da der Vorsitzende der SDPK Almasbek Atambajew im März Premierminister wurde. Aus Protest dagegen trat Temir Sarijew, der 2006 der SDPK beigetreten und ein führendes Mitglied der Partei war, aus der SPDK aus.
Bei den Parlamentswahlen im Dezember 2007, welche die Präsidentenpartei Ak Dschol gewann, erhielt die Partei 6,85 % der Stimmen (etwa 188.585 Wähler hatten die Partei gewählt) und 11 Sitze im Parlament. Um die Partei Ak Dschol nicht als einzige Partei ins Parlament einziehen zu lassen, wurde die Sozialdemokratische Partei gemeinsam mit der Kommunistischen Partei Kirgisistans wahrscheinlich auf über 5 % angehoben. Nach der Auszählung von etwa 95 % der Wahllokale hatte die Partei noch bei etwa 3 % gelegen.
Bei den darauffolgenden Parlamentswahlen am 10. Oktober 2010 konnte die SDPK ihr Wahlergebnis im Vergleich zur Wahl 2007 deutlich ausbauen und erreichte 14,15 % der Stimmen, insgesamt hatten 237.634 Wähler den Sozialdemokraten ihre Stimme gegeben. Mit 26 Sitzen zog die SDPK als zweitstärkste Kraft hinter der nationalkonservativen Partei Ata-Schurt in das kirgisische Parlament ein. Durch eine Koalition mit der Ata-Schurt und der Partei Respublika wurde die SDPK Teil der Regierungskoalition und der Sozialdemokrat Almasbek Atambajew neuer Ministerpräsident. Einen weiteren Wahlerfolg erzielten Atambajew und die SDPK bei der Präsidentschaftswahl am 30. Oktober 2011, als Atambajew mit mehr als 63 % der Stimmen zum neuen Präsidenten Kirgisistans gewählt wurde. Durch die Beteiligung an der Regierungskoalition und den Sieg bei der Präsidentschaftswahl hatte die SDPK nach den Wahlen zum Parlament 2010 und zur Präsidentschaft 2011 eine dominante Stellung in der kirgisischen Politik inne.
Diese Stellung konnte die SDPK im Zuge der Parlamentswahl in Kirgistan 2015 stärken. Mit knapp 436.000 Stimmen und einem Anteil von 27,35 % wurde die SDPK stärkste Kraft im kirgisischen Parlament und konnte mit Sooronbai Dscheenbekow erneut den Regierungschef stellen. Bei der Präsidentschaftswahl 2017 konnte auch dieses Amt von SDPK verteidigt werden, neuer Präsident wurde der vormalige Regierungschef Dscheenbekow mit 54,22 % der Stimmen. Im Vergleich zur Präsidentschaftswahl 2011 und dem deutlichen Sieg seines sozialdemokratischen Vorgängers Atambajew, ging die Anzahl der Stimmen für den Kandidaten der SDPK allerdings um mehr als 250.000 zurück.
Nachdem der Machtwechsel von Atambajew zu Dscheenbekow vorerst Hoffnungen auf eine reibungslosen Wechsel im Amt des Präsidenten geschürt hatte, entbrannte in den folgenden Monaten ein immer deutlicherer Machtkampf zwischen den beiden Spitzenpolitikern. Dieser wurde insbesondere innerhalb der SDPK ausgetragen, die sich im Machtkampf zwischen Atambajew und Dscheenbekow spaltete. Dscheenbekow inhaftierte zahlreiche Vertraute des Ex-Präsidenten, die zu den Führungsfiguren der SDPK gehörten, darunter die ehemaligen Bürgermeister der Hauptstadt Bischkek, Koubanytschbek Kulmatow und Albek Ibraimow. Atambajew unterdessen kritisierte den Präsidenten öffentlich und suchte Unterstützer innerhalb der SDPK. Ihren vorläufigen Höhepunkt erreichte die Auseinandersetzung im August 2019, als Atambajew nach schweren Auseinandersetzungen zwischen Beamten und Anhängern Atambajews mit mehr als 80 Verletzten festgenommen wurde. Dem ehemaligen Präsidenten werden Korruption und Amtsmissbrauch vorgeworfen. Trotz der Verhaftung von Atambajew verfügt dieser über zahlreiche Unterstützer im Bereich der SDPK, die von Dscheenbekow zunehmend aus Führungspositionen verdrängt werden und durch Vertraute des Präsidenten ersetzt werden.

## Belege
1. ↑  Lebenslauf auf der Website der kirgisischen Regierung (Memento vom 8. April 2003 im Internet Archive) (russisch)
2. ↑  Wahlergebnisse der Parlamentswahlen (Memento des Originals vom 26. Oktober 2007 im Internet Archive)  Info: Der Archivlink wurde automatisch eingesetzt und noch nicht geprüft. Bitte prüfe Original- und Archivlink gemäß Anleitung und entferne dann diesen Hinweis. (schwedisch)
3. ↑  Schlussbericht der OSZE zu den vorgezogenen Parlamentswahlen vom 16. Dezember 2007 (Memento des Originals vom 15. Oktober 2009 im Internet Archive)  Info: Der Archivlink wurde automatisch eingesetzt und noch nicht geprüft. Bitte prüfe Original- und Archivlink gemäß Anleitung und entferne dann diesen Hinweis. (PDF; 259 kB), 24. April 2008 (englisch).
4. ↑  Kyrgyz Parties In Coalition Agreement. Abgerufen am 9. März 2020 (englisch).
5. ↑  IFES Election Guide | Elections: Kyrgyz Parliamentary Oct 2010. Abgerufen am 9. März 2020.
6. ↑  Итоги. 13. März 2012, archiviert vom Original am 13. März 2012; abgerufen am 9. März 2020.  Info: Der Archivlink wurde automatisch eingesetzt und noch nicht geprüft. Bitte prüfe Original- und Archivlink gemäß Anleitung und entferne dann diesen Hinweis.
7. ↑  Monitors Praise Kyrgyz Elections. Abgerufen am 9. März 2020 (englisch).
8. ↑  Центризбирком определил результаты выборов Президента Кыргызской Республики 15 октября 2017 года - ЦИК КР. Abgerufen am 9. März 2020.
9. ↑  Korruptionsvorwürfe: Kirgistans Ex-Präsident Atambajew nach schweren Ausschreitungen festgenommen. Abgerufen am 9. März 2020.
10. ↑  Der Alte gegen den Neuen: Machtkampf in Kirgisistan - derStandard.de. Abgerufen am 9. März 2020.
11. ↑  Bishkek Mayor Detained As Kyrgyz Power Feud Continues. Abgerufen am 9. März 2020 (englisch).